# Avalanche Ridge
Avalanche Ridge (englisch für Lawinenrücken) ist ein geradliniger und felsiger Bergrücken von 1,6 km Länge im westantarktischen Ellsworthland. In den Jones Mountains erstreckt er sich ausgehend vom Pillsbury Tower in nördlicher Richtung und trennt das Basecamp Valley vom Austin Valley.
Kartiert wurde er bei einer von der University of Minnesota von 1960 bis 1961 unternommenen Expedition zu den Jones Mountains. Das Advisory Committee on Antarctic Names benannte ihn nach den häufigen Schneelawinen an den Flanken des Bergrückens.